# منتجع جبال السخنة
منتجع جبال السخنة (بالإنجليزية: Jebal Resort El-Sokhna)‏ هو منتجع سياحي. يقع بالعين السخنة حوالي 50 كم على طريق الزعفرانة بالعين السخنة، في محافظة السويس على مساحة 250 الف متر مربع بموقع متميز، وسوف يتم البناء على مساحة 20% فقط من مساحة المشروع، و80% ستقسم إلى مساحات خضراء وبحيرات وحمامات سباحة وتقوم بتطويره شركة سكاي بريدج للاستثمار السياحي، وهي إحدى شركات مجموعة بريدج للاستثمار.